# Segundo Tejado Muñoz
Segundo Tejado Muñoz (ur. 16 lutego 1960 w Madrycie) – hiszpański duchowny katolicki, podsekretarz dykasterii ds. Integralnego Rozwoju Człowieka w latach od 2017.

## Życiorys
24 kwietnia 1992 otrzymał święcenia kapłańskie i został inkardynowany do diecezji rzymskiej. Po święceniach 9 lat pracował w Albanii. W 2003 rozpoczął pracę w Kurii Rzymskiej.
5 stycznia 2011 został mianowany przez Benedykta XVI podsekretarzem Papieskiej Rady Cor Unum.
8 lipca 2017 papież Franciszek mianował go podsekretarzem Dykasterii ds. Integralnego Rozwoju Człowieka.